# Chorisoblatta punctifera
Chorisoblatta punctifera är en kackerlacksart som beskrevs av Karlis Princis 1969. Chorisoblatta punctifera ingår i släktet Chorisoblatta och familjen småkackerlackor. Inga underarter finns listade i Catalogue of Life.